# AirBridgeCargo Airlines
AirBridgeCargo Airlines (russe : ООО Авиакомпания «ЭйрБриджКарго»), filiale du Volga-Dnepr Group, était la plus grande compagnie aérienne cargo russe. Son siège social se trouvait à Moscou. Elle assurait des services de fret réguliers entre la Russie, l’Asie, l’Europe et l’Amérique du Nord, desservant plus de 30 destinations à travers le monde. Tous les vols étaient connectés à ses hubs principaux situés à l’aéroport international Cheremetievo à Moscou et à l’aéroport de Krasnoïarsk. La compagnie a été contrainte de suspendre toutes ses opérations en mars 2022 à la suite des sanctions internationales imposées contre la Russie en réaction à l’invasion de l’Ukraine par la Russie en 2022.

## Histoire
La compagnie est entrée sur le marché du fret régulier le 1er avril 2004, lorsque le premier Boeing 747 arborant la marque AirBridgeCargo a effectué son vol commercial inaugural entre Pékin et Luxembourg.
En mars 2022, AirBridgeCargo a été contrainte de suspendre toutes ses opérations en raison des sanctions imposées à la Russie dans le contexte de l’invasion de l’Ukraine, rendant l’ensemble de sa flotte inutilisable. En juillet 2022, la compagnie a annoncé qu’elle se conformerait aux sanctions et qu’elle préparait le retour de 14 avions en leasing — soit la majorité de sa flotte — à leurs bailleurs.
En mars 2023, il a été révélé que la compagnie envisageait de reprendre ses vols à l’aide d’appareils comme des Ilyushin Il-96. Volga-Dnepr avait commencé à rechercher des pilotes disposant des qualifications requises. Toutefois, à la fin de l’année 2023, ces projets ont été abandonnés, et deux Il-96, auparavant stockés et préparés pour AirBridgeCargo, ont été livrés à Sky Gates Airlines à la place.

## Destinations
Avant la suspension de tous ses services, ABC était présente en Asie, en Europe et en Amérique du Nord. Elle exploitait un réseau de fret régulier desservant 37 destinations en date de novembre 2019, principalement en Europe, en Asie et aux États-Unis.
| Pays                | Ville         | Aéroport                                            | Remarques          |
| ------------------- | ------------- | --------------------------------------------------- | ------------------ |
| Belgique            | Liège         | Aéroport de Liège                                   | service interrompu |
| Chine               | Pékin         | Aéroport international de Pékin-Capitale            | suspendu           |
| Chine               | Shanghai      | Aéroport international de Shanghai-Pudong           | service interrompu |
| Chine               | Shenzhen      | Aéroport international de Shenzhen Bao'an           | service interrompu |
| Chine               | Zhengzhou     | Aéroport international de Zhengzhou Xinzheng        | suspendu           |
| Allemagne           | Francfort     | Aéroport de Francfort                               | service interrompu |
| Allemagne           | Leipzig       | Aéroport de Leipzig/Halle                           | service interrompu |
| Hong Kong           | Chek Lap Kok  | Aéroport international de Hong Kong                 | suspendu           |
| Inde                | Mumbai        | Aéroport international Chhatrapati Shivaji Maharaj  | service interrompu |
| Indonésie           | Jakarta       | Aéroport international Soekarno–Hatta               | service interrompu |
| Italie              | Milan         | Aéroport de Milan Malpensa                          | service interrompu |
| Japon               | Tokyo         | Aéroport international de Narita                    | service interrompu |
| Kazakhstan          | Karaganda     | Aéroport Sary-Arka                                  | service interrompu |
| Pays-Bas            | Amsterdam     | Aéroport d'Amsterdam-Schiphol                       | service interrompu |
| Norvège             | Oslo          | Aéroport d'Oslo                                     | service interrompu |
| Russie              | Ekaterinbourg | Aéroport international de Koltsovo                  | service interrompu |
| Russie              | Kazan         | Aéroport international de Kazan                     | service interrompu |
| Russie              | Krasnoïarsk   | Aéroport international de Krasnoïarsk               | hub                |
| Russie              | Moscou        | Aéroport de Moscou-Domodedovo                       | service interrompu |
| Russie              | Moscou        | Aéroport international Sheremetyevo                 | hub                |
| Singapour           | Singapour     | Aéroport de Changi                                  | service interrompu |
| Corée du Sud        | Séoul         | Aéroport international d'Incheon                    | service interrompu |
| Espagne             | Madrid        | Aéroport Adolfo Suárez Madrid-Barajas               | service interrompu |
| Espagne             | Saragosse     | Aéroport de Saragosse                               | service interrompu |
| Thaïlande           | Bangkok       | Aéroport Suvarnabhumi                               | suspendu           |
| Turquie             | Istanbul      | Aéroport d'Istanbul                                 | service interrompu |
| Émirats arabes unis | Dubaï         | Aéroport international de Dubaï                     | service interrompu |
| Royaume-Uni         | Londres       | Aéroport de Londres-Heathrow                        | service interrompu |
| États-Unis          | Anchorage     | Aéroport international Ted Stevens d'Anchorage      | service interrompu |
| États-Unis          | Atlanta       | Aéroport international Hartsfield-Jackson d'Atlanta | service interrompu |
| États-Unis          | Chicago       | Aéroport international O'Hare                       | suspendu           |

## Flotte

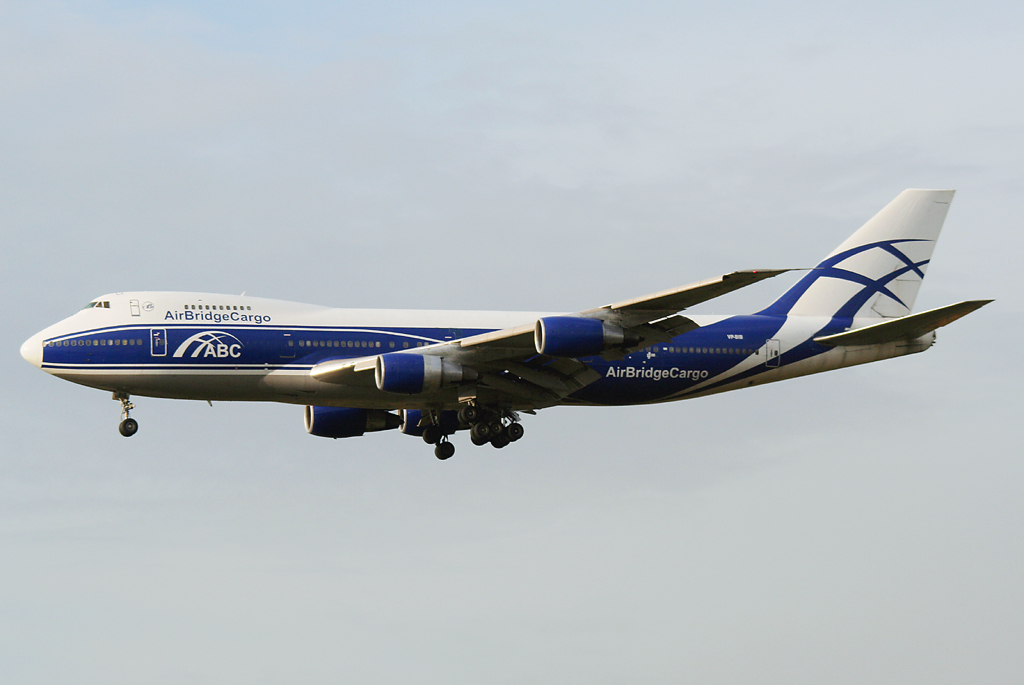
Un ancien Boeing 747-200F d’AirBridgeCargo désormais retiré.

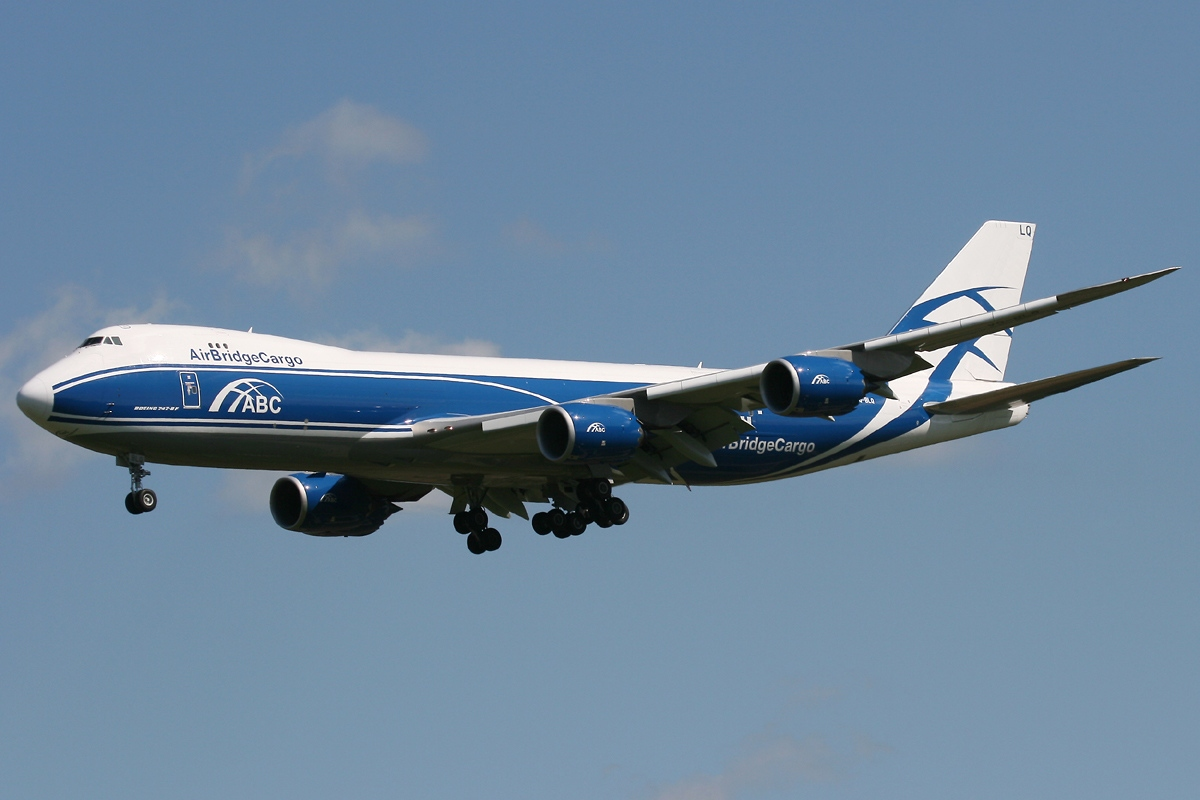
Un ancien Boeing 747-8F d’AirBridgeCargo retourné à son bailleur.

### Flotte actuelle
En mars 2024, AirBridgeCargo n’exploite plus aucun avion après avoir rendu sa flotte à ses bailleurs.

### Ancienne flotte
AirBridgeCargo exploitait auparavant les avions suivants :
| Avion            | Total | Mise en service | Retrait | Remarques |
| ---------------- | ----- | --------------- | ------- | --------- |
| Boeing 737-400SF | 1     | 2015            | 2017    |           |
| Boeing 747-200F  | 5     | 2004            | 2012    |           |
| Boeing 747-300SF | 1     | 2005            | 2012    |           |
| Boeing 747-400F  | 12    | 2007            | 2022    |           |
| Boeing 747-8F    | 13    | 2010            | 2024    |           |
| Boeing 777F      | 1     | 2020            | 2022    |           |

## Accidents et incidents
- Le 11 septembre 2012, un Boeing 747-8F d’AirBridgeCargo a subi une défaillance majeure du moteur qui a dispersé une quantité importante de débris métalliques sur la piste. Comme lors d’un événement similaire pendant les essais de roulage avant vol, l’arbre de la turbine basse pression s’est séparé et a déplacé la turbine basse pression (par conception pour éviter la survitesse de la turbine) vers l’arrière, freinant les composants environnants[7].
- Le 31 juillet 2013, un Boeing 747-8F d’AirBridgeCargo a connu un givrage du noyau moteur causant des dysfonctionnements et des dommages sur trois moteurs près de Chengdu (Chine), alors qu’il se dirigeait vers Hong Kong ; l’appareil a atterri en toute sécurité à destination. Boeing et General Electric ont ensuite travaillé sur des modifications logicielles pour atténuer les effets du givrage du noyau moteur[8],[9],[10].